# Grande Prêmio da Áustria de 2000
Resultados do Grande Prêmio da Áustria de Fórmula 1 realizado em A1-Ring em 17 de julho de 2000. Décima etapa da temporada, foi vencido pelo finlandês Mika Häkkinen, que subiu ao pódio junto a David Coulthard numa dobradinha da McLaren-Mercedes, com Rubens Barrichello em terceiro pela Ferrari.

## Resumo
Os pilotos da equipe McLaren polarizaram as duas primeiras posições, com Mika Häkkinen vencendo a prova e David Coulthard em segundo. Rubens Barrichello, da Ferrari, cruzou a linha de chegada em terceiro lugar.
Nesta corrida, outro piloto brasileiro, Luciano Burti, realizou sua estreia na Fórmula 1, pela equipe Jaguar. Ele substituiu o experiente Eddie Irvine, afastado em decorrência de uma apendicite.

## Classificação da prova

### Treino classificatório
| 1                        | 1  | Mika Häkkinen         | McLaren-Mercedes   | 1:10.410 |         |
| 2                        | 2  | David Coulthard       | McLaren-Mercedes   | 1:10.795 | + 0.385 |
| 3                        | 4  | Rubens Barrichello    | Ferrari            | 1:10.844 | + 0.434 |
| 4                        | 3  | Michael Schumacher    | Ferrari            | 1:11.046 | + 0.636 |
| 5                        | 6  | Jarno Trulli          | Jordan-Mugen/Honda | 1:11.640 | + 1.230 |
| 6                        | 23 | Ricardo Zonta         | BAR-Honda          | 1:11.647 | + 1.237 |
| 7                        | 22 | Jacques Villeneuve    | BAR-Honda          | 1:11.649 | + 1.239 |
| 8                        | 11 | Giancarlo Fisichella  | Benetton-Playlife  | 1:11.658 | + 1.246 |
| 9                        | 17 | Mika Salo             | Sauber-Petronas    | 1:11.761 | + 1.351 |
| 10                       | 19 | Jos Verstappen        | Arrows-Supertec    | 1:11.905 | + 1.495 |
| 11                       | 16 | Pedro Paulo Diniz     | Sauber-Petronas    | 1:11.931 | + 1.521 |
| 12                       | 18 | Pedro de la Rosa      | Arrows-Supertec    | 1:11.978 | + 1.568 |
| 13                       | 15 | Nick Heidfeld         | Prost-Peugeot      | 1:12.037 | + 1.627 |
| 14                       | 12 | Alexander Wurz        | Benetton-Playlife  | 1:12.038 | + 1.628 |
| 15                       | 5  | Heinz-Harald Frentzen | Jordan-Mugen/Honda | 1:12.043 | + 1.633 |
| 16                       | 8  | Johnny Herbert        | Jaguar-Cosworth    | 1:12.238 | + 1.828 |
| 17                       | 14 | Jean Alesi            | Prost-Peugeot      | 1:12.304 | + 1.894 |
| 18                       | 10 | Jenson Button         | Williams-BMW       | 1:12.337 | + 1.927 |
| 19                       | 9  | Ralf Schumacher       | Williams-BMW       | 1:12.347 | + 1.937 |
| 20                       | 20 | Marc Gené             | Minardi-Fondmetal  | 1:12.722 | + 2.312 |
| 21                       | 7  | Luciano Burti         | Jaguar-Cosworth    | 1:12.822 | + 2.412 |
| 22                       | 21 | Gastón Mazzacane      | Minardi-Fondmetal  | 1:13.419 | + 3.009 |
| Tempo dos 107%: 1:15.339 |    |                       |                    |          |         |

### Corrida
| Pos.                                                                        | Nº | Piloto                | Equipe             | Voltas | Tempo/Diferença   | Grid | Pontos |
| --------------------------------------------------------------------------- | -- | --------------------- | ------------------ | ------ | ----------------- | ---- | ------ |
| 1                                                                           | 1  | Mika Häkkinen         | McLaren-Mercedes   | 71     | 1:28:15.818       | 1    | 10     |
| 2                                                                           | 2  | David Coulthard       | McLaren-Mercedes   | 71     | + 12.535          | 2    | 6      |
| 3                                                                           | 4  | Rubens Barrichello    | Ferrari            | 71     | + 30.795          | 3    | 4      |
| 4                                                                           | 22 | Jacques Villeneuve    | BAR-Honda          | 70     | + 1 volta         | 7    | 3      |
| 5                                                                           | 10 | Jenson Button         | Williams-BMW       | 70     | + 1 volta         | 18   | 2      |
| 6                                                                           | 17 | Mika Salo             | Sauber-Petronas    | 70     | + 1 volta         | 9    | 1      |
| 7                                                                           | 8  | Johnny Herbert        | Jaguar-Cosworth    | 70     | + 1 volta         | 16   |        |
| 8                                                                           | 20 | Marc Gené             | Minardi-Fondmetal  | 70     | + 1 volta         | 20   |        |
| 9                                                                           | 16 | Pedro Paulo Diniz     | Sauber-Petronas    | 70     | + 1 volta         | 11   |        |
| 10                                                                          | 12 | Alexander Wurz        | Benetton-Playlife  | 70     | + 1 volta         | 14   |        |
| 11                                                                          | 7  | Luciano Burti         | Jaguar-Cosworth    | 69     | + 2 voltas        | PL   |        |
| 12                                                                          | 21 | Gastón Mazzacane      | Minardi-Fondmetal  | 68     | + 3 voltas        | 22   |        |
| Ret                                                                         | 23 | Ricardo Zonta         | BAR-Honda          | 58     | Motor             | 6    |        |
| Ret                                                                         | 9  | Ralf Schumacher       | Williams-BMW       | 52     | Freios            | 19   |        |
| Ret                                                                         | 15 | Nick Heidfeld         | Prost-Peugeot      | 41     | Colisão           | 13   |        |
| Ret                                                                         | 14 | Jean Alesi            | Prost-Peugeot      | 41     | Colisão           | 17   |        |
| Ret                                                                         | 18 | Pedro de la Rosa      | Arrows-Supertec    | 32     | Câmbio            | 12   |        |
| Ret                                                                         | 19 | Jos Verstappen        | Arrows-Supertec    | 14     | Motor             | 10   |        |
| Ret                                                                         | 5  | Heinz-Harald Frentzen | Jordan-Mugen/Honda | 4      | Vazamento de óleo | 15   |        |
| Ret                                                                         | 3  | Michael Schumacher    | Ferrari            | 0      | Colisão           | 4    |        |
| Ret                                                                         | 6  | Jarno Trulli          | Jordan-Mugen/Honda | 0      | Colisão           | 5    |        |
| Ret                                                                         | 11 | Giancarlo Fisichella  | Benetton-Playlife  | 0      | Colisão           | 8    |        |
| Volta mais rápida: David Coulthard (McLaren-Mercedes) – 1:11.783 (Volta 66) |    |                       |                    |        |                   |      |        |
| Fonte:                                                                      |    |                       |                    |        |                   |      |        |

## Tabela do campeonato após a corrida
| Pos.   | Piloto               | Pontos |
| ------ | -------------------- | ------ |
| 1      | Michael Schumacher   | 56     |
| 2      | David Coulthard      | 50     |
| 3      | Mika Häkkinen        | 46     |
| 4      | Rubens Barrichello   | 36     |
| 5      | Giancarlo Fisichella | 18     |
| Fonte: |                      |        |

| Pos.   | Construtor        | Pontos |
| ------ | ----------------- | ------ |
| 1      | Ferrari           | 92     |
| 2      | McLaren-Mercedes  | 88     |
| 3      | Williams-BMW      | 19     |
| 4      | Benetton-Playlife | 18     |
| 5      | BAR-Honda         | 12     |
| Fonte: |                   |        |

- Nota: Somente as primeiras cinco posições estão listadas.